# 杨广胜
杨广胜，中华人民共和国政治人物、外交官。
1996年，接替吴家淦，担任中华人民共和国驻希腊大使。2000年，由甄建国接任。

## 著作
《绘画本希腊神话》，作者: 【希腊】阿纳斯塔西娅·佩累斯泰拉基·普西豪吉乌，译者: 杨广胜，出版社: 山东画报出版社， 2008年9月。